# Epidendrum talamancanum
Epidendrum talamancanum là một loài thực vật có hoa trong họ Lan. Loài này được (J.T.Atwood) Mora-Ret. & García Castro mô tả khoa học đầu tiên năm 1990.